# 悪魔は誰だ
『悪魔は誰だ』（あくまはだれだ、原題：몽타주）は、2013年公開の韓国映画。誘拐事件によって娘を殺された母親を歌手としても活動するオム・ジョンファが、公訴時効が間近に迫りながらもその誘拐事件を追い続ける刑事役をキム・サンギョンが演じた。

## ストーリー
15年前の誘拐事件によって娘を失ったハギョン（オム・ジョンファ）は事件の傷が癒えることなく、事件の情報収集を続けていた。担当刑事だったチョンホ（キム・サンギョン）も未だ犯人逮捕に向けて執念を燃やしていた。事件の公訴時効5日前に女児の殺害された現場を訪ねたチョンホは、現場に白い花が供えられていることを発見する。現場の監視カメラを手がかりに犯人と思われる男を追い詰めたチョンホだったが、すんでのところで男を取り逃がし事件は時効を迎えてしまう。男を逮捕できなかったことに無念を感じ刑事を退職したチョンホだったが、15年前の事件と手口が酷似した女児誘拐事件が発生し、彼は再び現場に戻ることになる。

## キャスト
- ハギョン：オム・ジョンファ
- チョンホ：キム・サンギョン
- ハン・チョル：ソン・ヨンチャン
- カン・チャンシク刑事：チョ・ヒボン
- カク隊長：ユ・スンモク
- チェ刑事：チョン・ヘギョン

## 受賞歴
- 第50回大鐘賞：主演女優賞（オム・ジョンファ）